# Februari 2004
| Februari 2004 |
| Månader under 2004: Januari · Februari · Mars · April · Maj · Juni · Juli · Augusti · September · Oktober · November · December ← December 2003 · Januari 2005 → |

## Händelser

### Söndagenden1 februari2004
- Regn och smältande snö gör att södra Sverige drabbas av översvämningar och trafikproblem.[1]

### Måndagenden2 februari2004
- I den pågående flygstrejken varslar flygarbetsgivarna om lockout av 153 transportmedlemmar fredagen den 13 februari och måndagen den 16 februari.[2]

### Tisdagenden3 februari2004
- Två nya grundämnen, nummer 113 nihonium och 115 moskovium, har upptäckts av ryska och amerikanska forskare.[3]
- AB Volvos styrelseordförande Lars Ramqvist avgår och ersätts av Finn Johnsson.[4]
- Rymdteleskopet Hubble upptäcker planeten, kallad Osiris, vilket är den första kända planet utanför Solsystemet vars atmosfär innehåller syre och kol.[5]
- Skådespelaren Keve Hjelm avlider.[6]

### Fredagenden6 februari2004
- Tysklands förbundskansler Gerhard Schröder tillkännager att han avgår som partiledare för det socialdemokratiska partiet SPD. Han stannar dock kvar som förbundskansler.[7]

### Onsdagenden11 februari2004
- Nationalekonomen Nils Lundgren tillkännager att det EU-kritiska parti som han avser att bilda inför valet till Europaparlamentet den 13 juni får namnet Junilistan.[8]

### Lördagenden14 februari2004
- Kvinnlig hackare greps i Belgien.[9]

### Tisdagen den24 februari2004
- Marocko drabbas av en jordbävning med hundratals döda som följd.

### Fotnoter
1. ↑  http://www.aftonbladet.se/nyheter/article10430356.ab
2. ↑  http://www.aftonbladet.se/nyheter/article10430624.ab
3. ↑  http://www.dn.se/nyheter/vetenskap/tva-nya-grundamnen-uppfunna/
4. ↑  http://www.dn.se/ekonomi/ramqvist-avgar-johnsson-vantas-bli-ny-ordforande/
5. ↑  http://www.aftonbladet.se/nyheter/rymden/article10936292.ab
6. ↑  http://www.aftonbladet.se/nyheter/article10430850.ab
7. ↑  http://www.aftonbladet.se/nyheter/article10431666.ab
8. ↑  DN
9. ↑  Aftonbladet